# Interferenční řízení
Interferenční řízení (interference proceeding) se týká patentového řízení v USA a v Kanadě. Jde v něm o zjištění práva přednosti na patent u dvou či více stran v případě, že se část nebo všechny patentové nároky shodují s nároky jiné přihlášky nebo patentu. Cílem interferenčního řízení je zjistit, kdo je prvním vynálezcem. Řízení probíhá před odvolací instancí I. stupně (Board of Patent Appeals and Interferences – BPAI).